# 大日三部経
「大日三部経」（だいにちさんぶきょう）は、大日如来に関する三つの密教経典の総称である。「真言三部経」（しんごんさんぶきょう）ともいう。
真言宗（東密）では「真言三部経」と呼称されるのに対して、天台宗（台密）においては、これらの三経は「台密三部秘経」と呼称される。
ただし、真言宗系では、「大日経」「金剛頂経」の二つを「両部大経」として特に重視するため、三部でまとめることはほぼ無い。

## 概要

### 三部経
「大日三部経」（「真言三部経」・「台密三部秘経」）を構成する経典は以下の三つ。
- 『蘇悉地経』
- 『大日経』
- 『金剛頂経』

天台宗（台密）は比較的『蘇悉地経』を重視し、真言宗（東密）は逆に『大日経』『金剛頂経』を重視する傾向がある。

### 三経一論、五部経等
また、上記の三経に
- 『菩提心論』

を加えて「三経一論」としたり、真言宗（東密）はこれに更に、
- 『瑜祗経』
- 『要略念誦経』
- 『釈摩訶衍論』

を加えて「五部秘経・二論」とし、一方の天台宗（台密）は、
- 『瑜祗経』
- 『一字頂輪王経』

を加えて「五部秘経・一論」とすることもある。